# Mikoyan MiG-35
Il Mikoyan-Gurevich MiG-35 (in cirillico: Микояна и Гуревича МиГ-35, nome in codice NATO: Fulcrum-F) anche noto come MiG-29OVT, è un caccia multiruolo di 4,5 generazione di fabbricazione russa, sviluppato dalla Mikoyan Gurevich nel corso degli anni 2000 e, al 2021, in servizio attivo presso l'aeronautica militare egiziana dal 2015 ed in fase di test presso le Forze aerospaziali russe.
Progettato per compiere un ampio ventaglio di missioni, esso è l'ultima iterazione del MiG-29, del quale riprende ampiamente il design generale ed i profili alari, caratterizzata però da rinnovati impianti propulsivi, avionica ed armamenti di ultima generazione. Il MiG-35 si colloca nel mercato come un caccia leggero, versatile e dai costi di esercizio contenuti, ideale per le forze armate di paesi in via di sviluppo.
Il MiG-35 rappresenta altresì una pietra miliare nel rilancio aziendale della MiG, oscurata dall'ascesa dei caccia pesanti della concorrente Sukhoi, e per poter finanziare progetti futuri di alto livello strategico quali l'annunciato MiG-41.

## Sviluppo
Il caccia è stato presentato ufficialmente nel gennaio 2017, nonostante già in servizio da alcuni anni con le forze aeree egiziane con la sua precedente denominazione.

## Caratteristiche
Si differenzia dal suo predecessore per varie caratteristiche. Per quanto riguarda la cellula, il velivolo dispone di 9 punti d'attacco (8 subalari, rispetto ai 6 del Fulcrum standard, più uno ventrale) che gli consentono di trasportare fino a 7 t di armamenti guidati e non, oltre alla predisposizione per un pod PAZ-MK per il rifornimento in volo in modalità "buddy-buddy", che può trasformare un MiG-35 in un aerorifornitore per un altro velivolo dello stesso tipo. L'autonomia è notevolmente migliorata rispetto al MiG-29, raggiungendo i 3.500 km con serbatoi supplementari, circa il 50% in più, e come detto, il velivolo è rifornibile in volo. Il consumo di carburante è ottimizzato da un nuovo sistema di gestione digitale. Anche peso e dimensioni variano rispetto al predecessore, con il MiG-35 che ha una grandezza di 1/3 superiore rispetto ad esso e la struttura del velivolo risulta più leggera, grazie al largo impiego di materiali compositi. L'aereo è, inoltre dotato di un nuovo sistema di controllo fly-by-wire.

### Propulsori

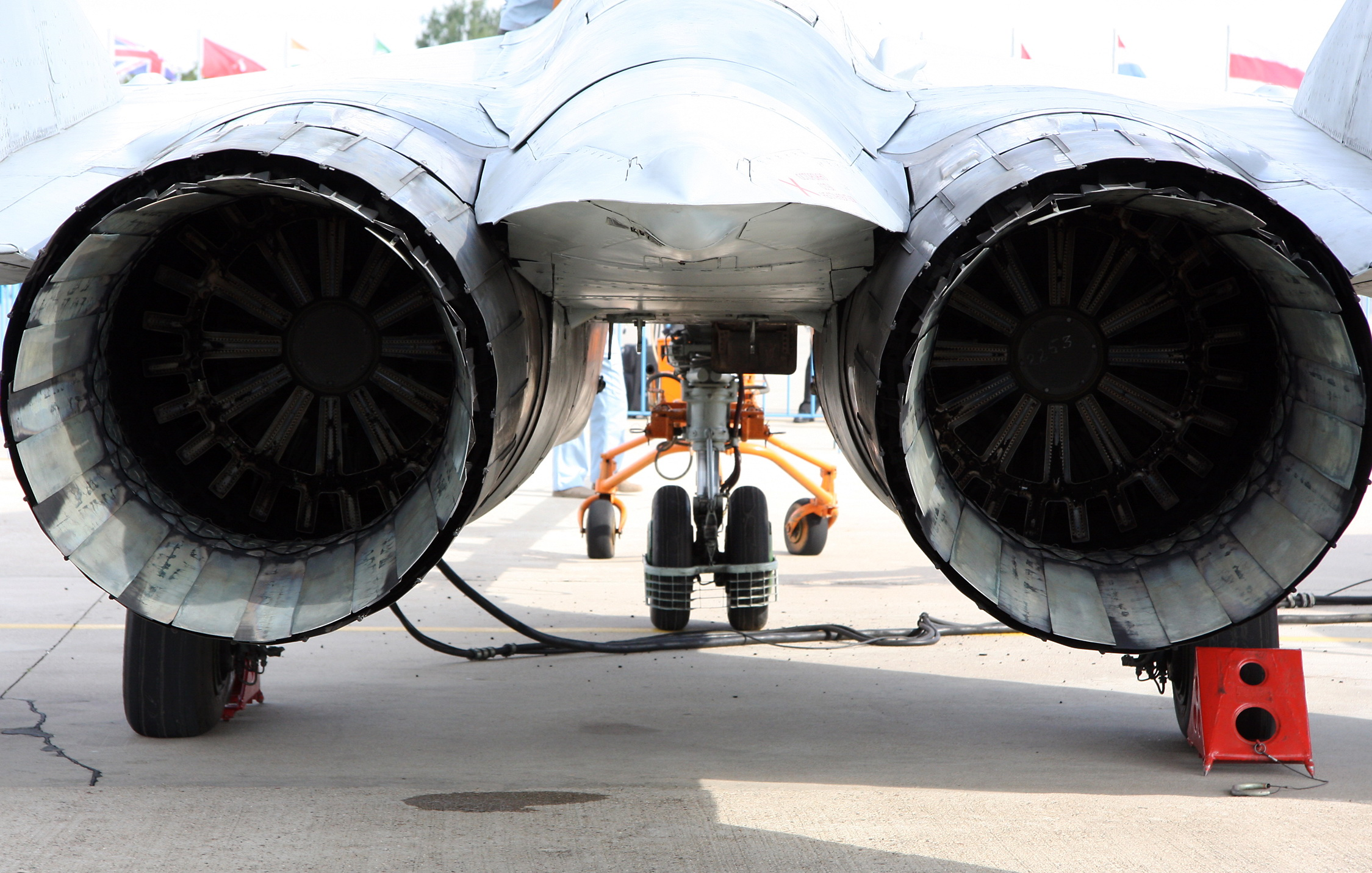
Ugelli di un MiG-35 al MAKS 2009

Attualmente, sui velivoli utilizzati nei test, dispone degli RD-33MK, gli stessi presenti sui MiG-29M/M2 e MiG-29K/KUB navalizzati, mentre sui velivoli di serie disporrà di due turbofan a spinta vettoriale Klimov RD-33MKR, dotati di sistema automatico di controllo digitale dei parametri e delle prestazioni FADEC (Full Authority Digital Engine Control) che garantiranno una spinta del 5-6% superiore rispetto agli attuali RD-33MK ed un ciclo di vita di circa 4.500 ore. Tuttavia, sembrerebbe che l'opzione riguardante la spinta vettoriale del nuovo propulsore sarà presente all'inizio unicamente sui velivoli destinati all'esportazione, con l'Aeronautica Russa che avrebbe rinviato l'introduzione di tale capacità a partire dal secondo lotto di aerei previsti che, in realtà, potrebbero imbarcare i motori RD-33OVT a spinta vettoriale bidirezionale.

### Avionica

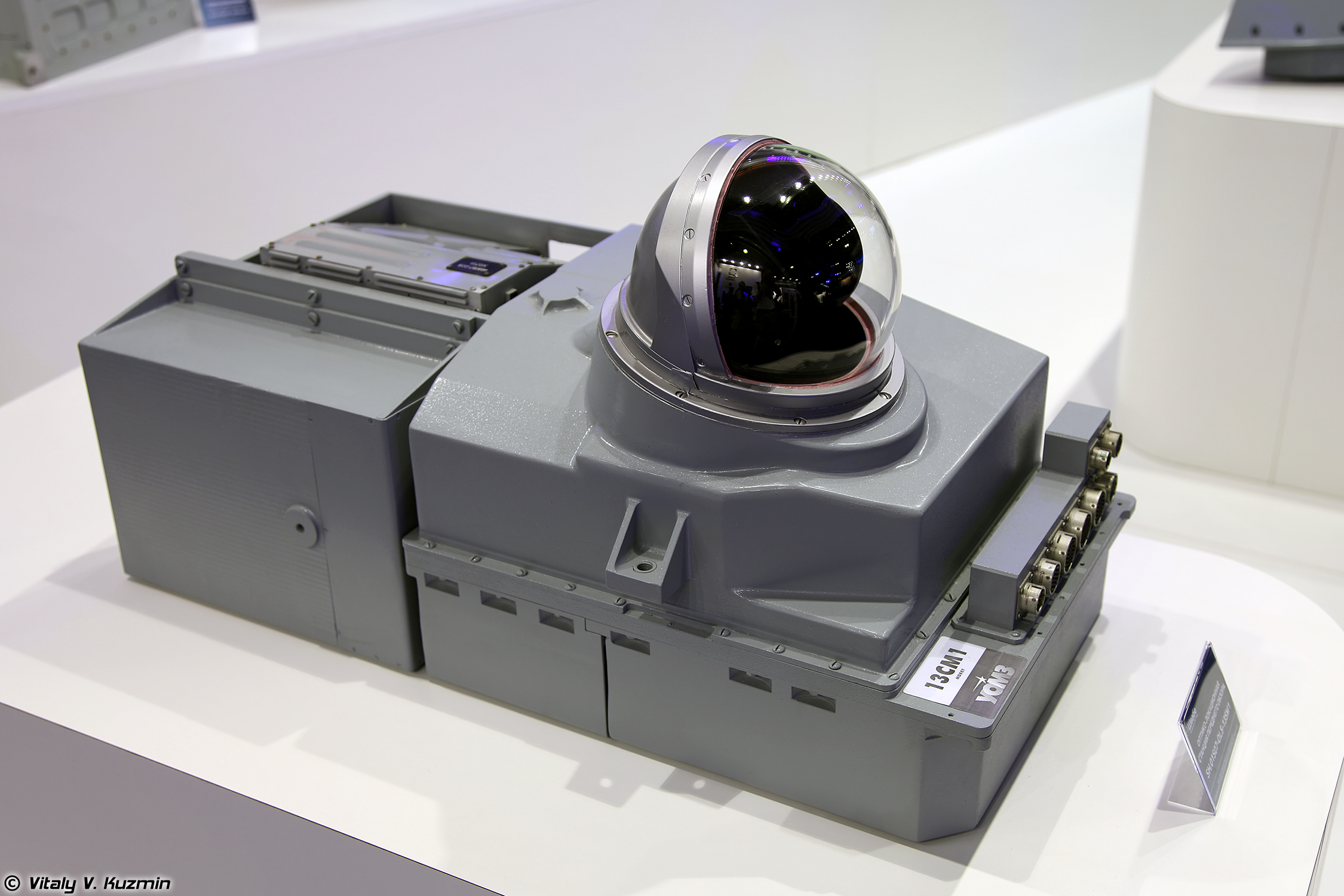
Il sistema OLS di un MiG-35 al MAKS 2015

Sui MiG-35 sarà presente il nuovo radar AESA Phazotron-NIIR Zhuk-AE con copertura dichiarata di 160 km per i bersagli aerei e di 300 km per gli obiettivi terrestri, tracking di 30 bersagli e ingaggio simultaneo di 6 obiettivi aerei o 4 terrestri/navali. Sarà dotato di un sistema di localizzazione OLS, un sensore elettro-ottico passivo aria-aria che opera in entrambe le lunghezze d'onda infrarosso e visive. L’OLS rende il velivolo meno dipendente dalle indicazioni del controllo guida-caccia da terra, consentendogli di svolgere missioni multiruolo indipendenti. Inoltre, inizialmente la Mikoyan prevedeva di equipaggiare i MiG-35 con un display montato sul casco del pilota (HMDS) TopOwl-F della Thales, che sugli apparecchi destinati alla VVS verrà sostituito dal sistema autoctono NSTsI-KOS, e con il nuovo pod Escort Jammer ELT/568(v2) di Elettronica.

## Utilizzatori
Russia
- Voenno-vozdušnye sily Rossijskoj Federacii

Ad ottobre 2018 risulta ordinato un primo lotto di 6 esemplari. Al giugno 2019 risultano consegnati i primi 2 esemplari. Entro la fine del 2019 era prevista la consegna di ulteriori 4 esemplari.